# Action Comics 1
Título a ser usado para criar uma ligação interna é Action Comics 1.
Action Comics #1 é a edição de estreia da revista em quadrinhos americana Action Comics, publicada originalmente nos Estados Unidos em 18 de Abril de 1938 pela "Detective Comics, Inc", uma empresa que posteriormente seria incorporada à DC Comics, uma subsidiária do grupo Time-Warner. Apresentando em sua capa uma famosa imagem de Superman carregando com as mãos um automóvel, a revista é considerada o "marco zero" das histórias em quadrinhos americanas de super-herói e é um dos, se não "o" mais valioso item colecionável de todo o mercado, sendo uma das edições mais procuradas e valorizadas por aficcionados. Um exemplar original em bom estado dessa primeira edição já chegou a ser leiloado por 1,5 milhões de dólares em 2010 — e sua capa já foi alvo tanto de homenagens quanto de debate.
A revista seguiu sendo publicada pela editora, e se tornaria cada vez mais associada à Superman, embora ele seja o protagonista de apenas uma das várias histórias publicadas na primeira edição da revista, que então se caracterizava como uma antologia. Embora registros indiquem que o personagem existia desde 1933 em versões preliminares, Action Comics #1 trouxe a primeira história de Superman escrita e desenhada por seus criadores, Jerry Siegel e Joe Shuster, a ser oficialmente publicada e comercializada. Além desta, a revista trouxe também as primeiras histórias de Zatara e Tex Thompson, outros dois personagens que posteriormente se popularizariam como parte do elenco de super-heróis da editora.

## Antecedentes e contexto
No início da década de 1930, os estudantes Jerry Siegel e Joe Shuster se aproximaram e começaram a desenvolver uma amizade motivada pelo interesse mútuo em ficção científica. À época, Siegel trocava correspondências com outros fãs de ficção científica, como Julius Schwartz e Mort Weisinger e havia criado em 1929, aos 14 anos, um dos candidatos a primeiro fanzine de ficção científica dos Estados Unidos, Cosmic Stories, uma publicação produzida de forma amadora pelo próprio Siegel usando uma máquina de escrever e um hectógrafo. Como os demais fanzines, a revista era distribuída através dos correios, para outros fãs de ficção científica, numa época em que essas histórias ainda eram consideradas um gênero inferior e marginalizado da literatura.
Em 1932, ele e Shuster produziriam a revista amadora Science Fiction: The Advance Guard of Future Civilization, que trazia em seu interior várias histórias produzidas por Siegel, sempre acompanhadas por ilustrações de Shuster. No início de 1933 seria publicada a terceira edição de Science Fiction, e fazendo parte do conteúdo dessa edição, uma história curta, intitulada The Reign of the Superman. A história marca a primeira vez que uma publicação, ainda que não uma publicação profissional, trazia um personagem com nome "Superman". Alguns dos elementos que posteriormente seriam associados à mitologia do personagem já se faziam presentes: o vilão era careca, como Lex Luthor seria; uma rocha alienígena com propriedades extraordinárias alterava a fisiologia das pessoas, como a kryptonita faria; e o papel do herói era desempenhado por um repórter, o personagem "Forrest Ackerman", que aparecia brevemente na história para confrontar um cada vez mais poderoso Dunn. Ackerman era um repórter aparentemente pacato, mas que não era tão indefeso quanto parecia - características que seriam posteriormente associadas a Clark Kent - e seu nome era uma homenagem ao autor de mesmo nome, na época, ainda um fã de histórias de ficção científica como Siegel.
Em uma entrevista concedida em 1983, Siegel declararia que The Reign of the Superman havia sido integralmente escrita em 1932, e tinha como objetivo brincar com a temática dos homens considerados "super", como Sansão ou Hércules, colocando esse tipo de personagem como um vilão, diferentemente dos "super-homens" até então estabelecidos. A partir de 1933, o personagem passaria por uma série de reformulações nas mãos dos dois autores, que passariam a oferecê-lo a diversas empresas, sempre com resultados negativos Siegel reescreveria a personagem como um herói, mantendo pouca ou nenhuma semelhança com o vilão de mesmo nome, e começou a procurar uma editora que o publicasse. Paralelamente, trabalhava em outros conceitos e personagens ao lado de Shuster, com o objetivo de produzir não mais contos, mas uma tira de jornal. O primeiro desses projetos foi a série Interplanetary Police, que chegara a ser elogiada por editoras, mas não era contratada. Uma crítica comum ao trabalho dos dois era de que seus conceitos não eram sensacionais o suficiente para chamar a atenção do público - e era justamente isso que eles pretendiam fazer com a segunda versão de Superman que elaborariam nos anos seguintes.
Em dezembro de 1935, a então "National Allied Publications" lançou sua segunda série mensal, sob o título New Comics. Tal qual a revista em formato tabloide New Fun, publicada pela editora desde fevereiro daquele ano, a revista se dedicava à publicação de histórias cômicas e de aventura. Em sua décima-segunda edição, publicada em janeiro de 1937, o título foi alterado para New Adventure Comics e assim seguiria até novembro de 1938, quando seu título foi novamente alterado para Adventure Comics, o qual manteria por todo o restante de sua publicação. Nesse ínterim, Malcolm Wheeler-Nicholson, proprietário da National, visando quitar um débito com Harry Donenfeld, um dos donos da distribuidora de revistas Independent News, tornou-se sócio de Jack Liebowitz, contador de Donenfeld, formando a empresa "Detective Comics". A fusão com Liebowitz possibilitou o lançamento, em março de 1937, de uma terceira revista, intitulada Detective Comics e a continuidade de dois títulos publicados até então pela National. No início do ano seguinte, Donenfeld assumiu o controle da editora e foi sob a sua gestão que fora lançada aquela que se tornaria a mais emblemática série da editora — Action Comics. A segunda versão de Superman, desenvolvida a partir de 1933, nunca chegou a ser publicada, mas Siegel e Shuster descreveram essa versão da personagem como sendo comparável a Slam Bradley, uma personagem que a dupla criou em 1937 para a primeira edição de Detective Comics.

## Produção

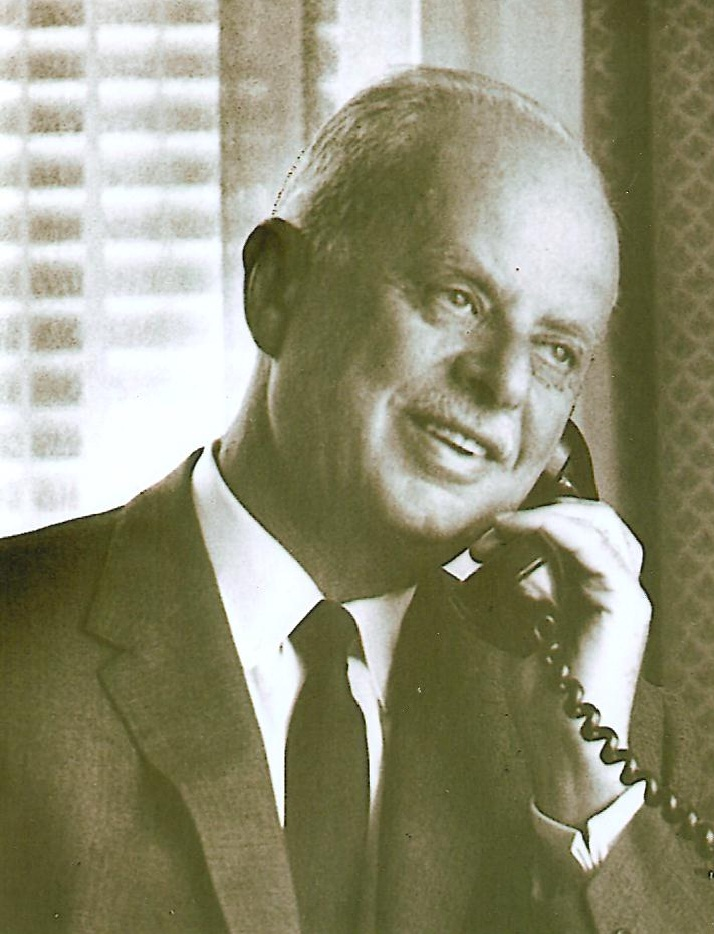
Jack Liebowitz, em um registro familiar. Ao lado de Harry Donenfeld, o contador foi uma peça-chave na reestruturação da National Publications, editora que viria a se tornar a DC Comics, e o sucesso de Action Comics #1 foi primordial nessa iniciativa.

O lançamento da revista Detective Comics em 1937 se mostrou uma decisão acertada comercialmente, mas a National ainda possuía muitos débitos a serem quitados. Donenfeld era um dos maiores credores da editora, e objetivava que esta se tornasse um negócio lucrativo. Jerry Siegel e Joe Shuster já vinham tentando por seis anos encontrar uma editora para seu personagem, originalmente concebido para ser publicado como uma tira de jornal.
Existem divergências quanto à ordem dos eventos que levaram Superman a figurar dentre as histórias publicadas em Action Comics #1. Em seu livro History of Comics, o renomado autor e desenhista Jim Steranko apresentaria uma pesquisa que mostraria que Siegel e Shuster tiveram as histórias de Superman rejeitadas por diferentes editores, incluindo M.C. Gaines, que à época trabalhava para a empresa McClure Syndicate. Gaines teria sido contatado por Donenfeld, que planejando uma nova publicação, buscava sugestões de tiras de jornal que poderia aproveitar no formato de histórias em quadrinhos, ao que Gaines sugeriria Superman, de uma dupla conhecida de Donenfeld: Siegel e Shuster
Outros autores omitem a participação de Gaines, e apontariam Donenfeld como o responsável direto por convidar a dupla para contribuir com a revista, oportunidade em que teriam mostrado Superman para apreciação, e uma vez aprovado, passaram a recortar e colar as tiras de jornal da amostra que tinham preparado no formato de páginas de uma revista em quadrinhos. O suposto recorte das tiras também é citado por Steranko e é amplamente aceito como sendo verdade. Uma das "evidências" a reforçar esse entendimento é o fato da trama das histórias publicadas em Action Comics #1 e #2 possuírem uma forte relação de continuidade, um traço típico das tiras de jornal.
A escolha de Superman como o personagem que figuraria na capa, em meio aos vários personagens que também apareceriam, seria posteriormente citada por Liebowitz como "quase acidental", em razão do escasso prazo de fechamento da revista, mas se mostraria acertada: toda a tiragem seria vendida rapidamente e, a partir de sua quarta edição, Action já começaria a apresentar um significativo aumento em suas vendas, em comparação com os demais títulos da National: entre 1938 e 1939, já possuía uma tiragem de mais de 500 mil exemplares - mais que o dobro da tiragem inicial da primeira edição, de 200 mil exemplares.
Em meio à disputa pelos direitos de Superman, maiores detalhes sobre a produção da capa seriam revelados: o autor da arte não fora Shuster, mas um funcionário da editora, instruído por Vin Sullivan a usar um quadro produzido por Shuster para a história como inspiração.

## Histórias publicadas
Além da história protagonizada por Superman, a revista possuía outras oito histórias:
- "Chuck Dawson" (p. 14–19),  história escrita e desenhada por H. Fleming.
- "Zatara Master Magician" (p. 20–31), história escrita e desenhada por Fred Guardineer.
- "South Sea Strategy" (apenas texto, p. 32–33), creditada ao "Capitão Frank Thomas".
- "Sticky-Mitt Stimson" (p. 34–37), tira cômica creditada a "Alger".
- "The Adventures of Marco Polo" (p. 38–41), história escrita e desenhada por Sven Elven.
- "'Pep' Morgan" (p. 42–45), história escrita e desenhada por Fred Guardineer.
- "Scoop Scanlon the Five Star Reporter" (p. 46–51), história escrita e desenhada por Will Ely.
- "Tex Thompson" (p. 52–63), história escrita e desenhada por Bernard Baily.

## Impacto cultural

Arte de Ed McGuinness para a capa de Superman #201, uma das inúmeras homenagens à Action Comics #1. O personagem Mr. Majestic, criado como uma analogia a Superman pela editora WildStorm, é retratado em seu lugar na imagem.

Ainda em 1939 já se percebia o impacto do sucesso de Action Comics com Superman: Bob Kane foi contratado pela editora para criar "um novo combatente do crime", que veio a ser publicado na 27ª edição de Detective Comics. Batman, inicialmente chamado de "Bat-Man", posteriormente viria a se tornar o herói mais popular da revista, e de forma similar ao que ocorria com Superman em Action, passaria a figurar na maioria das capas da publicação.
Se no final da década de 1930 a revista já vendia cerca de 500 mil exemplares, na década de 1940 esse número já havia quase dobrado, com cada exemplar vendendo 900 mil cópias, uma tiragem à época superada apenas pela revista Superman, lançada em 1939. Action passaria a focar-se majoritariamente nas histórias de Superman, e as tramas iriam evoluindo, refletindo o cotidiano dos Estados Unidos: Se nas suas primeiras aparições Superman enfrentava criminosos comuns e políticos corruptos, com o tempo suas histórias passariam a ganhar um viés mais "extraordinário" com o surgimento dos primeiros "supervilões" a enfrentar o personagem. O Ultra-Humanoide já havia aparecido numa história isolada em 1939, mas seria na década seguinte que personagens dessa categoria se tornariam mais populares: Lex Luthor, o Galhofeiro e o Homem dos Brinquedos surgiriam nos anos seguintes.
Outras editoras também perceberam o impacto causado pelo personagem e passaram a publicar histórias de "super-heróis". Dentre os personagens que surgiriam estavam "Wonder Man", "Master Man", "Steel Sterling" e "Mr. Muscles" - este último criado pelo próprio Jerry Siegel após ele ser demitido pela DC Comics. A própria figura do "super-herói combatente do crime" teria surgido na primeira edição da revista, e esta seria, segundo a imprensa, a sua mais marcante característica, e não apenas "conter a primeira aparição de Superman":
| “ | O fato não é que Action Comics #1 contém a primeira aparição de Superman, mas sim que contém a primeira aparição do super-herói moderno. Todos os estereótipos do gênero foram combinados pela primeira vez nessa revista: superpoderes, identidade secreta, origens pseudocientíficas e roupas apertadas. Superman era uma junção entre mito grego e Flash Gordon, vivendo uma porção do cotidiano comum. E é essa mesma combinação que se vê ainda hoje, com as bem-sucedidas franquias cinematográficas baseadas em Batman, no Homem de Ferro e nos X-Men. | ” |

Mark Seifert, do site Bleeding Cool, apontararia em um texto sobre a iminente possibilidade do título ser relançado com um novo número 1 que "nunca haverá outra edição como esta. Em 1938, Action Comics 1 mostrou ao mundo o Superman de Jerry Siegel e Joe Shuster, mudando o mundo dos quadrinhos e do entretenimento, e pelos 73 anos seguintes Superman se tornaria um dos mais conhecidos personagens fictícios do mundo". Em artigo publicado em 2008 sobre o aniversário da editora DC Comics, o jornalista Marcus Vinicius de Medeiros apontaria que, com a publicação de Action Comics #1, Jerry Siegel e Joe Shuster teriam criado "o personagem mais significativo, reconhecido e relevante de todos os tempos, dando início a um gênero, uma Era, uma indústria, algo maior em que acreditar, uma força que ressoa até hoje e não pode ser detida. Eles criaram o Superman (Super-Homem), o gênero dos super-heróis, a Era de Ouro dos Quadrinhos, a própria indústria das revistinhas, a crença em que um homem pode voar e fazer qualquer coisa, resultando hoje no conjunto editorial chamado DC Comics, que há 70 anos encanta o mundo com personagens maravilhosos e envolventes". Vincent Zurzolo, sócio da "ComicConnect.com", site responsável por intermediar expressivas vendas de exemplares da primeira edição da revista nos valores de US$ 1 milhão e US$ 1,5 milhão, declararia ainda, em entrevista, quando questionado sobre o valor da revista, tanto cultural quanto monetário:
| “ | Alguns dos empresários de maior sucesso hoje eram geeks ontem. Eles não querem um Van Gogh ou um Picasso. Querem colecionáveis que tenham significado para si. | ” |

### Valor da primeira edição
Estima-se que, da tiragem inicial, existam somente cerca de cem exemplares restantes. Um exemplar de Action Comics #1  em boas condições de conservação é, ao lado de Detective Comics #27 (a primeira aparição de Batman) e Superman vol. 1 #1 (a primeira revista dedicada exclusivamente à Superman, lançada em 1939), um dos mais valiosos itens colecionáveis do mundo, quando se trata de histórias em quadrinhos. O site norte-americano Nostomania, especializado na avaliação de exemplares clássicos, atribui à uma hipotética edição em impecável estado de conservação, tanto da 27ª edição de Detective quando da 1ª de Action um valor de mercado superior à 3 milhões de dólares.
Em um leilão realizado em 2009, uma cópia da primeira edição cujo estado de conservação foi avaliado em 6,0 pelo Comic Guaranty LLC foi vendida por 317 mil doláres. Em fevereiro do ano seguinte, uma cópia avaliada em 8,0 foi vendida por um milhão de dólares, o mais expressivo valor já conseguido até então por um único exemplar de qualquer revista em quadrinhos. Em março de 2010, uma outra cópia - cujo estado de conservação foi avaliado em 8,5 pela organização - foi vendida por 1,5 milhão, tornando-se a mais cara revista em quadrinhos já adquirida, bem como a mais bem avaliada cópia de uma publicação clássica.
Mesmo um exemplar avaliado como 5,0 possui significativo valor de mercado: em julho de 2010, o site da rede de televisão ABC destacou a história de uma família americana que, na iminência de ver sua casa ser hipotecada, após a mesma pertencer à família por mais de 50 anos, descobriu um exemplar de Action Comics #1 dentre os bens armazenados no porão da residência. Avaliada em cerca de 250 mil dólares, a revista foi oferecida ao banco como garantia e em setembro do mesmo ano, leiloada por 436 mil dólares, valor mais que suficiente para saldar as dívidas da família.
Destes possíveis cem exemplares restantes, há, além destas três, outras seis cópias conhecidas. Dentre as quatro com avaliações superiores à "6,0", uma, avaliada como "6,5", foi leiloada em junho de 2011 por 625 mil dólares. Uma destas quatro pertence ao lojista Edgar Church, e seu alegado elevado estado de conservação a fez ser considerada como a mais valiosa revista em quadrinhos do mundo. As outras duas cópias, avaliadas em "3,0" e "6,0" na escala de conservação, foram leiloadas, respectivamente, em abril de 2010 e março de 2009.
O valor da revista já foi mencionado inclusive em outras mídias: No episódio "Homie the Clown" da série de animação Os Simpsons, o personagem Krusty é retratado como sendo um astro de cinema e televisão tão rico que era capaz de usar uma cópia de Action Comics #1 para acender um cigarro.

### Ilustração de capa da primeira edição

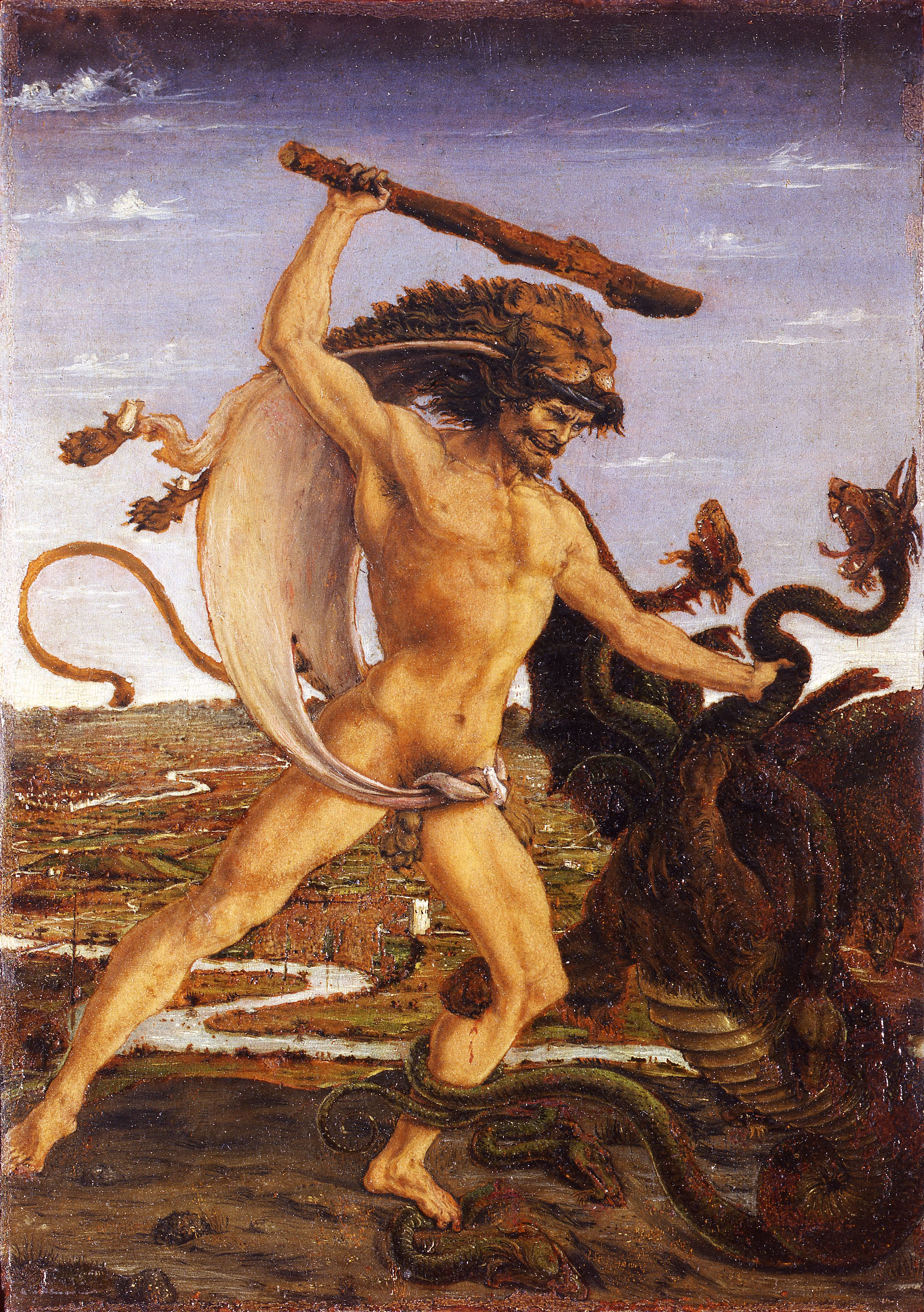
A capa da primeira edição já foi comparada com a pintura "Hércules e a Hidra", de Antonio Pollaiuolo.

Em seu livro Our Gods Wear Spandex, o escritor Christopher Knowles, conhecido por seu trabalho como editor da revista Comic Book Artist, apontaria o surgimento de Superman como tendo características messiânicas, por por seu atos de altruísmo e sacríficio. Posteriormente, em artigos publicados no site Comic Book Resources, Knowles estabeleceria uma série de semelhanças entre a capa da edição e a pintura "Hércules e a Hidra", do pintor italiano Antonio del Pollaiolo:
O posicionamento dos personagens seria utilizado como comparação - tanto Hércules quanto Superman estão com seus braços e joelhos levantados, e posicionados de forma angular em ambas as imagens - mas imaginando que poderia ser questionado sobre como dois jovens moradores de Cleveland poderiam ter tido acesso à pinturas italianas para utilizar como referência, Knowles apontaria que a imagem já estaria disponível em bibliotecas, em livros impressos antes da publicação de Action Comics #1, e sendo Siegel historicamente um fã da figuras mitológicas, ele poderia ter sugerido à Shuster que se inspirasse em imagens de Hércules. Durante a exposição de sua teoria, Knowles não apenas estabeleceria a semelhança entre as duas imagens, como também entre as histórias de Superman publicadas à época e o mito de Hércules e entre outras capas de Action e os feitos do semideus: a capa de Action Comics #27, utilizada como exemplo dessa tendência, retrata Superman enfrentando um leão, em pose similar à de figuras retratando Hércules durante seu confronto com o Leão da Nemeia. Mesmo que a pintura de Pollaiuolo não tenha sido uma influência direta, Knowles argumenta, a capa de Action Comics #1 poderia estar retratando Superman naquela pose específica por causa da pose sugerida pela constelação de Hércules.
Chris Sims, ao listar quais seriam as "25 melhores capas", dentre as então 899 edições da revista, começou justamente pela capa da primeira, dizendo: "não é apenas uma das melhores capas de toda a história de Superman, mas sim uma das melhores capas da história das revistas em quadrinhos. Ponto. A icônica imagem de Joe Shuster deu ao herói criado por ele uma incrível sensação de movimentado e ação. O carro sendo esmagado por Superman, o pneu solitário arremessado pela força do impacto, e até mesmo a incrível figura do sujeito no canto esquerdo, tão espantado quanto qualquer pessoa ficaria se visse aquilo. É inquestionavelmente a mais icônica imagem em quadrinhos existente por um bom motivo". Marcus Ramone, do site Universo HQ, apresentaria opinião semelhante: "Na capa de Action Comics # 1, mais do que mil palavras, a imagem já mostrava aos leitores que aquele herói vestido de azul e vermelho era diferente de todos os outros".
A imagem foi também alvo de inúmeras homenagens e releituras, em especial em revistas ligadas à Superman: Em Action Comics #685, por exemplo, Butch Guice elaborou uma versão da capa com Supergirl no lugar de Superman, e em janeiro de 2004, durante a publicação do arco de história em três pares "Strange New Visitor", responsável por incorporar o personagem Mr. Majestic, originalmente do Universo WildStorm, no Universo DC, durante um período em que Superman se encontraria desaparecido e Metrópolis, suscetível à ataques, a DC Comics publicou Superman #201, que, além de concluir a história, apresentou em sua capa uma arte do desenhista Ed McGuinness retratando Majestic no lugar que seria de Superman, esmagando o carro.
Por duas vezes tal homenagem se daria através de uma versão reimaginada da capa: Drew Struzan pintou uma versão da imagem como se vista de um diferente ângulo, para a capa de Action Comics #800 e a edição comemorativa Action Comics #900 foi lançada em abril de 2011 com duas capas. Uma delas, cuja arte foi pintada por Alex Ross, também apresentava um diferente ângulo do arremesso do carro.
Além dos quadrinhos, outras mídias homenageariam a capa da primeira edição: no filme Superman Returns, uma cena em que o ator Brandon Routh, interpretando Superman, ergue um carro sob sua cabeça, foi especificamente filmada com o objetivo de homenagear a capa de Action Comics #1; na série Smallville, o personagem Lex Luthor é retratado como um fã de quadrinhos, em especial do personagem "Warrior Angel". O personagem é uma alusão à Superman, e sua primeira aparição, na fictícia "Fantasy Comics #31", uma homenagem à Action Comics #1.